# Brigitte Wujak
Brigitte Wujak (Chemnitz, 6 maart 1955) is een atleet uit Duitsland.
Op de Olympische Zomerspelen van 1980 in Moskou won Wujak voor Oost-Duitsland een zilveren medaille op het onderdeel verspringen.
- World Athletics: 14352492